# フレデリズム
『フレデリズム』は、2016年10月19日にA-Sketchから発売された、フレデリックのメジャー1作目のフル・アルバム。

## 概要
前作『OTOTUNE』から約11か月ぶりののアルバムリリースとなり、フルアルバムでのリリースは本作が初となる。
収録曲の内、「リリリピート」は、2016年9月8日のSCHOOL OF LOCK!にて初めてオンエアされ、9月21日にミュージックビデオが公開された。ライブでは、サビの"リピートして リピートステップして"に合わせて客がバンギャルのように髪を振り乱すのがお約束。
2016年9月9日に収録曲の全貌が公開され、メジャーデビューアルバム『oddloop』収録の「オドループ」、『OWARASE NIGHT』収録の「オワラセナイト」、前作『OTOTUNE』収録の「ハローグッバイ」が本作にも収録される他、インディーズ時代からライブで披露していた「バジルの宴」「ふしだらフラミンゴ」に加え、新曲が9曲の全15曲であると公表された。

## 収録内容
| 全作詞・作曲: 三原康司、全編曲: フレデリック。 |                        |          |            |      |
| #                                              | タイトル               | 作詞     | 作曲・編曲 | 時間 |
| 1.                                             | 「オンリーワンダー」   | 三原康司 | 三原康司   | 4:43 |
| 2.                                             | 「リリリピート」       | 三原康司 | 三原康司   | 4:33 |
| 3.                                             | 「レプリカパプリカ」   | 三原康司 | 三原康司   | 4:21 |
| 4.                                             | 「KITAKU BEATS」       | 三原康司 | 三原康司   | 4:20 |
| 5.                                             | 「サービスナーバス」   | 三原康司 | 三原康司   | 4:09 |
| 6.                                             | 「スピカの住み処」     | 三原康司 | 三原康司   | 4:56 |
| 7.                                             | 「バジルの宴」         | 三原康司 | 三原康司   | 3:21 |
| 8.                                             | 「ナイトステップ」     | 三原康司 | 三原康司   | 3:50 |
| 9.                                             | 「POOLSIDE DOG」       | 三原康司 | 三原康司   | 6:44 |
| 10.                                            | 「オドループ」         | 三原康司 | 三原康司   | 4:13 |
| 11.                                            | 「CYNICALTURE」        | 三原康司 | 三原康司   | 4:45 |
| 12.                                            | 「ふしだらフラミンゴ」 | 三原康司 | 三原康司   | 4:13 |
| 13.                                            | 「音楽という名前の服」 | 三原康司 | 三原康司   | 4:41 |
| 14.                                            | 「オワラセナイト」     | 三原康司 | 三原康司   | 4:24 |
| 15.                                            | 「ハローグッバイ」     | 三原康司 | 三原康司   | 4:43 |
| 合計時間:                                      | 合計時間:              | 67:56    |            |      |

| #  | タイトル                 | 作詞 | 作曲・編曲 |
| -- | ------------------------ | ---- | ---------- |
| 1. | 「DNAです」              |      |            |
| 2. | 「ひっくりかえす」       |      |            |
| 3. | 「FUTURE ICE CREAM」     |      |            |
| 4. | 「トライアングルサマー」 |      |            |
| 5. | 「WARP」                 |      |            |
| 6. | 「FOR YOU UFO」          |      |            |
| 7. | 「ディスコプール」       |      |            |
| 8. | 「オドループ」           |      |            |
| 9. | 「オンリーワンダー」     |      |            |

## タイアップ
オンリーワンダー
Amazonプライム・ビデオ『ベイビーステップ』主題歌
オドループ
OAD『山田くんと7人の魔女』エンディングテーマ
ユニクロ「ユニクロのフリース/外を自由に楽しもう」WebCMソング
ハローグッバイ
北海道テレビ『夢チカ18』2015年12月度オープニングテーマ
MBS・TBS系ドラマ『咲-Saki-』エンディングテーマ